# Ehrenfeld
Ehrenfeld é um distrito localizado no estado norte-americano de Pensilvânia, no Condado de Cambria.

## Demografia
Segundo o censo norte-americano de 2000, a sua população era de 234 habitantes.
Em 2006, foi estimada uma população de 219, um decréscimo de 15 (-6.4%).

## Geografia
De acordo com o United States Census Bureau tem uma área de
1,0 km², dos quais 1,0 km² cobertos por terra e 0,0 km² cobertos por água.

## Localidades na vizinhança
O diagrama seguinte representa as localidades num raio de 8 km ao redor de Ehrenfeld.

## Pessoas notáveis
- Charles Bronson - Ator estadunidense, natural de Ehrenfeld e membro do Hall da Fama da Academia de Artes e Ciências Cinematográficas dos Estados Unidos.